# ملاذ الشركات
يستخدم ملاذ الشركات (أو الملاذ الضريبي للشركات أو الملاذ الضريبي متعدد الجنسيات) لوصف الولاية القضائية التي تجدها الشركات متعددة الجنسيات جذابة لتأسيس الشركات التابعة أو تأسيس مقرات الشركة الإقليمية أو الرئيسية، ويرجع ذلك غالبًا إلى الأنظمة الضريبية المواتية (وليس فقط معدل الضريبة الرئيسي) والقوانين السرية المواتية (مثل تجنب اللوائح أو الإفصاح عن مخططات الضرائب) أو الأنظمة التنظيمية المواتية (مثل حماية البيانات الضعيفة أو قوانين التوظيف).
على عكس الملاذات الضريبية التقليدية، ترفض الملاذات الضريبية الحديثة للشركات أن يكون لها أي علاقة بمعدلات ضريبية فعالة قريبة من الصفر، لحاجتها إلى تشجيع السلطات القضائية على الدخول في معاهدات ضريبية ثنائية تقبل أدوات تآكل الملاذ الأساسي وتحويل الأرباح (BEPS).
تظهر CORPNET أن كل ملاذ ضريبي للشركة مرتبط ارتباطًا وثيقًا بملاذات ضريبية تقليدية محددة (عبر أداة BEPS الإضافية «الأبواب الخلفية» مثل الإيرلندية المزدوجة، والشطيرة الهولندية، والشعير الفردي). كما تروج الملاذات الضريبية للشركات لنفسها على أنها «اقتصاديات المعرفة»، والملكية الفكرية بوصفها أصل «اقتصاد جديد»، وليس أداة لإدارة الضرائب، التي يجري ترميزها في دفاتر تشريعاتها كأداة BEPS الأساسية. يشجع هذا الاحترام المتصور الشركات على استخدام مؤسسات التمويل الدولية هذه مقرًا إقليميًا (على سبيل المثال، تستخدم Google وApple وFacebook إيرلندا في أوروبا والشرق الأوسط وإفريقيا على لوكسمبورغ وسنغافورة في منطقة آسيا والمحيط الهادئ على هونغ كونغ / تايوان).
في حين أن معدل ضريبة الشركات «الرئيسي» في نطاقات السلطة التي غالبًا ما تكون متورطة في BEPS يكون دائمًا أعلى من الصفر (على سبيل المثال، هولندا بنسبة 25٪ والمملكة المتحدة بنسبة 19٪ وسنغافورة بنسبة 17٪ وإيرلندا بنسبة 12.5٪)، فإن معدل الضريبة «الفعال» (ETR) للشركات متعددة الجنسيات، صافي أدوات BEPS، أقرب إلى الصفر.
لزيادة الاحترام، والوصول إلى المعاهدات الضريبية، تتطلب بعض الولايات القضائية مثل سنغافورة وإيرلندا أن يكون للشركات «وجود جوهري»، يعادل «ضريبة العمل» بنحو 2-3٪ من الأرباح المحمية وإذا كانت هذه وظائف حقيقية، يجري تخفيف الضريبة.
صنفت اتصالات Orbis في قوائم الملاذ الضريبي للشركات الخاصة بشركة CORPNET هولندا والمملكة المتحدة وسويسرا وإيرلندا وسنغافورة باعتبارها الملاذات الضريبية الرئيسية للشركات في العالم، بينما تصنف «كمية الأموال» الخاصة بـ Zucman إيرلندا على أنها أكبر ملاذ ضريبي عالمي للشركات وفي اختبارات الوكيل. تعد إيرلندا أكبر متلقٍ لانعكاسات الضرائب الأمريكية (تأتي المملكة المتحدة في المركز الثالث، وتأتي هولندا في المرتبة الخامسة). يُنسب الفضل إلى أداة BEPS الايرلندية المزدوجة في أكبر تراكم لأموال الشركات غير الخاضعة للضريبة في الخارج تاريخيًا.
يوجد في لوكسمبورغ وهونغ كونغ ومنطقة البحر الكاريبي «ثالوث» (جزر فيرجن البريطانية - كايمان - برمودا) عناصر من الملاذات الضريبية للشركات، ولكن أيضًا الملاذات الضريبية التقليدية.
حدد تشريع المواد الاقتصادية الذي قُدِّم في السنوات الأخيرة أن BEPS ليس جزءًا ماديًا من أعمال الخدمات المالية في جزر كايمان وجزر فيرجن البريطانية وبرمودا. في حين جرت مقاومة التشريع في الأصل بشأن الاختصاصات، وحقوق الإنسان، والخصوصية، والعدالة الدولية، والفقه القانوني، وأسباب الاستعمار، فإن إدخال هذه اللوائح كان له تأثير في وضع هذه الولايات القضائية في مرتبة متقدمة جدًا على الأنظمة التنظيمية الداخلية.

## محاور BEPS العالمية
الملاذات الضريبية الحديثة للشركات، مثل إيرلندا وسنغافورة وهولندا والمملكة المتحدة، تختلف عن المراكز المالية «الخارجية» التقليدية مثل برمودا أو جزر كايمان أو جيرسي, و توفر ملاذات الشركات القدرة على إعادة توجيه الأرباح غير الخاضعة للضريبة من الولايات القضائية ذات الضرائب الأعلى إلى الملاذ, طالما أن هذه الولايات القضائية لديها معاهدات ضريبية ثنائية مع ملاذ الشركة .
 وهذا يجعل الملاذات الضريبية الحديثة للشركات أكثر فاعلية من الملاذات الضريبية التقليدية، التي لديها معاهدات ضريبية محدودة، نظرًا إلى وضعها المعترف به.
تُعرف جزر كايمان وجزر فيرجن البريطانية وبرمودا وجيرسي وجيرنسي بنحو أكثر ملاءمة الآن باسم IFCs أو OFCs.

## الأدوات
يحدد الأكاديميون الضريبيون أن جني الأرباح غير الخاضعة للضريبة من الولايات القضائية ذات الضرائب الأعلى يتطلب مكونات عدة:
1. أدوات BEPS المستندة إلى IP، التي تمكن من استخراج الأرباح عبر الشحن عبر الحدود لمجموعة IP (المعروفة باسم «شحن IP بين المجموعات»).
2. أدوات BEPS القائمة على الديون، التي تتيح استخلاص الأرباح من طريق الفائدة المرتفعة المصطنعة للرسوم عبر الحدود (المعروفة باسم «تجريد الأرباح»).
3. أدوات BEPS المستندة إلى TP ، التي تمكّن من استخلاص الأرباح من طريق الادعاء بأنه عملية تُجرى على المنتج في الولاية القضائية تبرر زيادة كبيرة في سعر التحويل (TP) الذي يجري عنده تحميل المنتج النهائي، في الولاية القضائية، إلى السلطات الضريبية الأعلى (المعروفة باسم التصنيع التعاقدي).
4. المعاهدات الضريبية الثنائية مع الملاذ الضريبي للشركات، التي تقبل أدوات BEPS هذه على أنها قابلة للخصم مقابل الضرائب في الولايات القضائية ذات الضرائب الأعلى.

فور إعادة توجيه الأموال غير الخاضعة للضريبة إلى الملاذ الضريبي للشركات، تحمي أدوات BEPS الإضافية من دفع الضرائب في الملاذ، ومن المهم أن تكون أدوات BEPS معقدة ومنفصلة بحيث لا تشعر السلطات الضريبية الأعلى أن ملاذ الشركة هو ملاذ ضريبي تقليدي (أو ستعلق المعاهدات الضريبية الثنائية).
غالبًا ما تحتوي أدوات BEPS المعقدة هذه على تسميات مثيرة للاهتمام.